# Cỏ râu mèo
Cỏ râu mèo hay cây râu mèo (danh pháp hai phần: Orthosiphon aristatus) là một cây thuộc họ Hoa môi (Lamiaceae). Đây là một loại cây thuốc chủ yếu mọc ở khắp Đông Nam Á và vùng nhiệt đới của Australia.

## Mô tả
Cây cỏ, sống lâu năm, cao 0,50-1m. Thân đứng, hình vuông, thường có màu nâu tím. Lá mọc đối, có cuống ngắn, đầu nhọn, mép khía răng to. Cụm hoa là một xim co mọc ở ngọn thân và đầu cành. Hoa màu trắng.Hoa cỏ mèo có 4 tiểu nhị, dài hơn vành 2-5 lần. Nhị và nhuỵ thò dài ra ngoài. Quả bế, thuôn rộng, dẹt, nhăn nheo.Cỏ râu mèo được trồng bằng cách giâm cành. Mùa hoa quả: tháng 4-7.

## Phân bố
Cây vốn mọc hoang (ít khi gặp), hiện đã được trồng ở nhiều nơi.

## Bộ phận dùng
Cả cây, trừ rễ. Thu hái vào tháng 3- 4 trước khi cây có hoa. Phơi hoặc sấy khô.

## Thành phần hóa học
Cả cây chứa glucosid đắng orthosiphonin, saponin, alcaloid, tinh dầu, tanin, flavonoid, cholin, betain, alcohol triterpen, các acid hữu cơ: acid tartric, citric, glycolic, muối vô cơ kali.

## Tác dụng thảo dược
Nhánh cây được phơi khô sắc lấy nước, lợi tiểu mạnh và tốt cho bộ máy tiểu tiện. Cỏ này được dùng để bào chế thuốc orthosiphène. Cỏ râu mèo cũng được sử dụng làm thuốc trị sỏi thận và sỏi túi mật.Ngày 15-40g dạng thuốc sắc, hãm. Có thể nấu cao lỏng. Thường uống luôn trong 8 ngày, lại nghỉ 2- 4 ngày.

## Hình ảnh

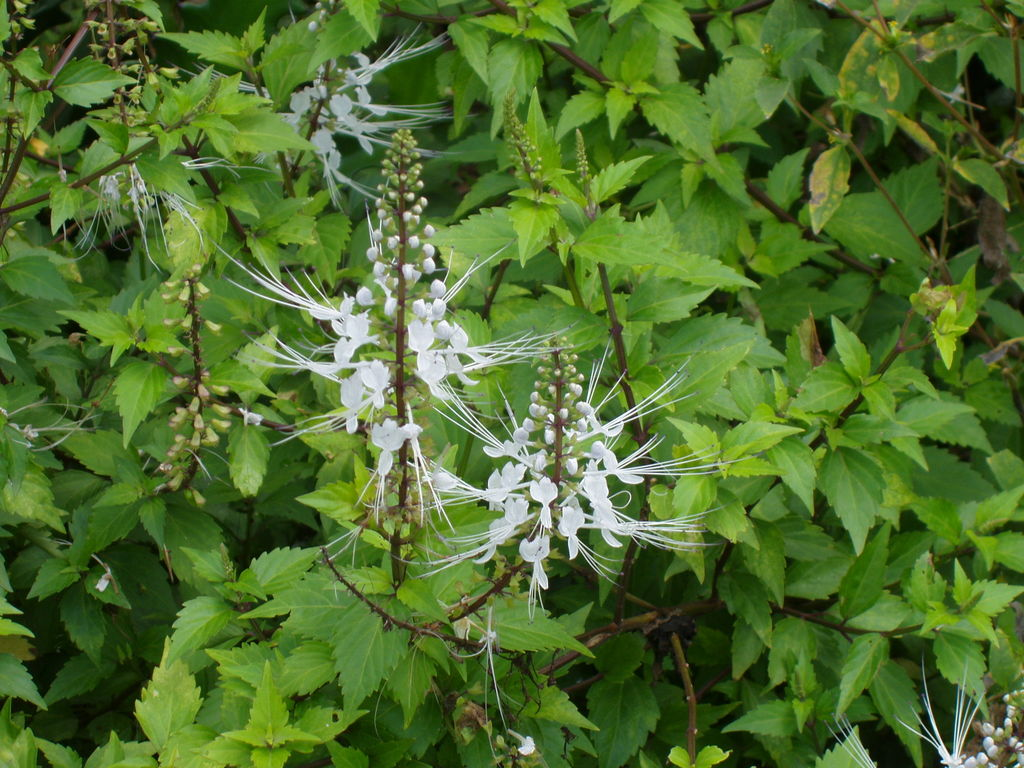
Một cây râu mèo ở Việt Nam
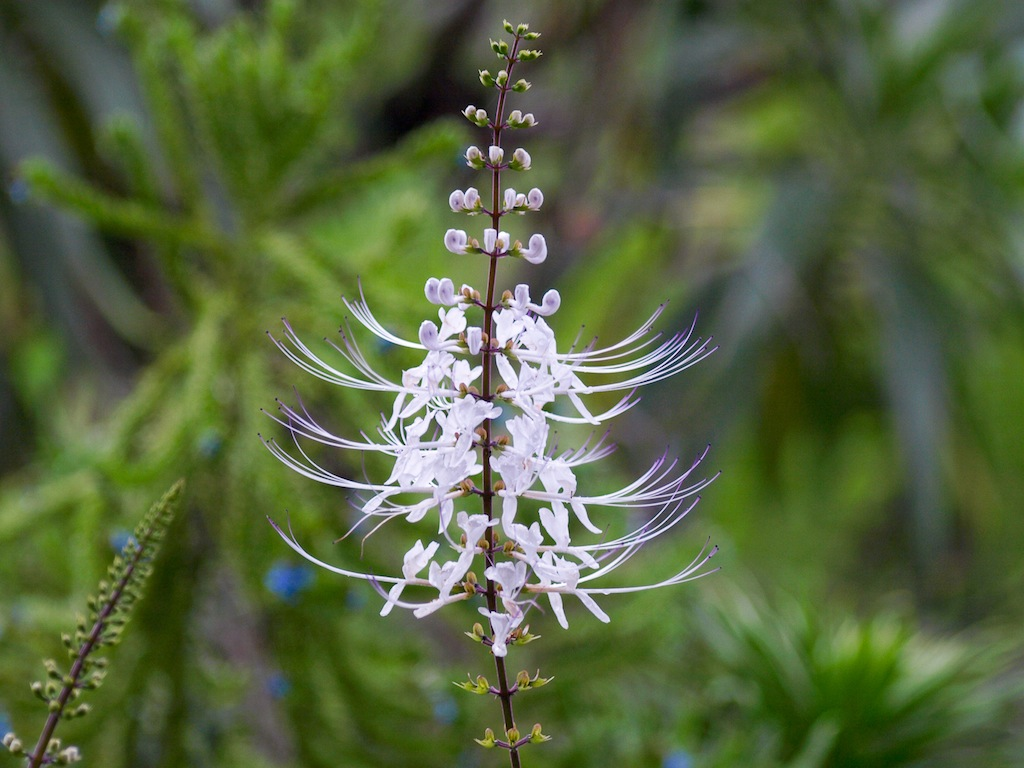
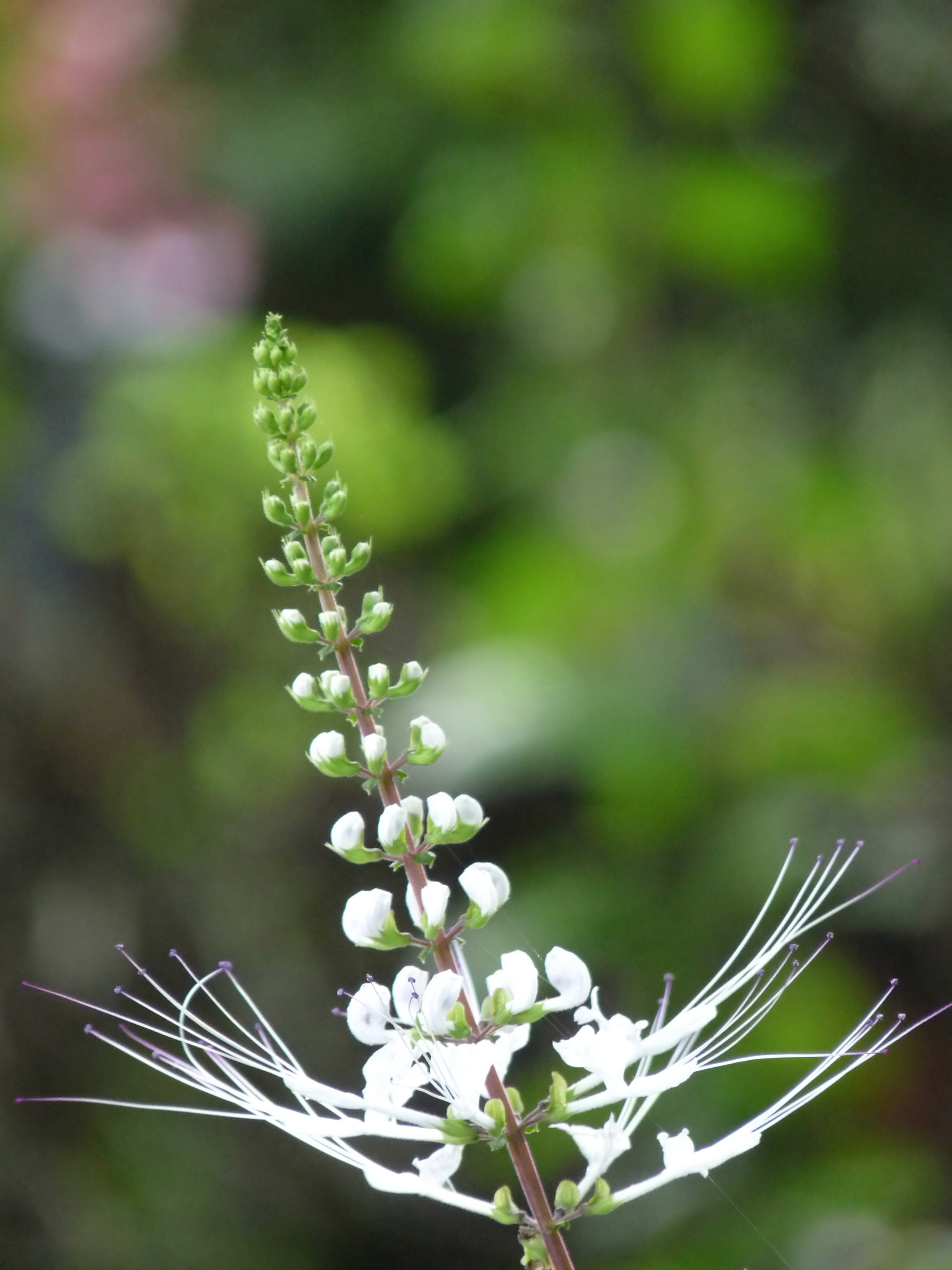
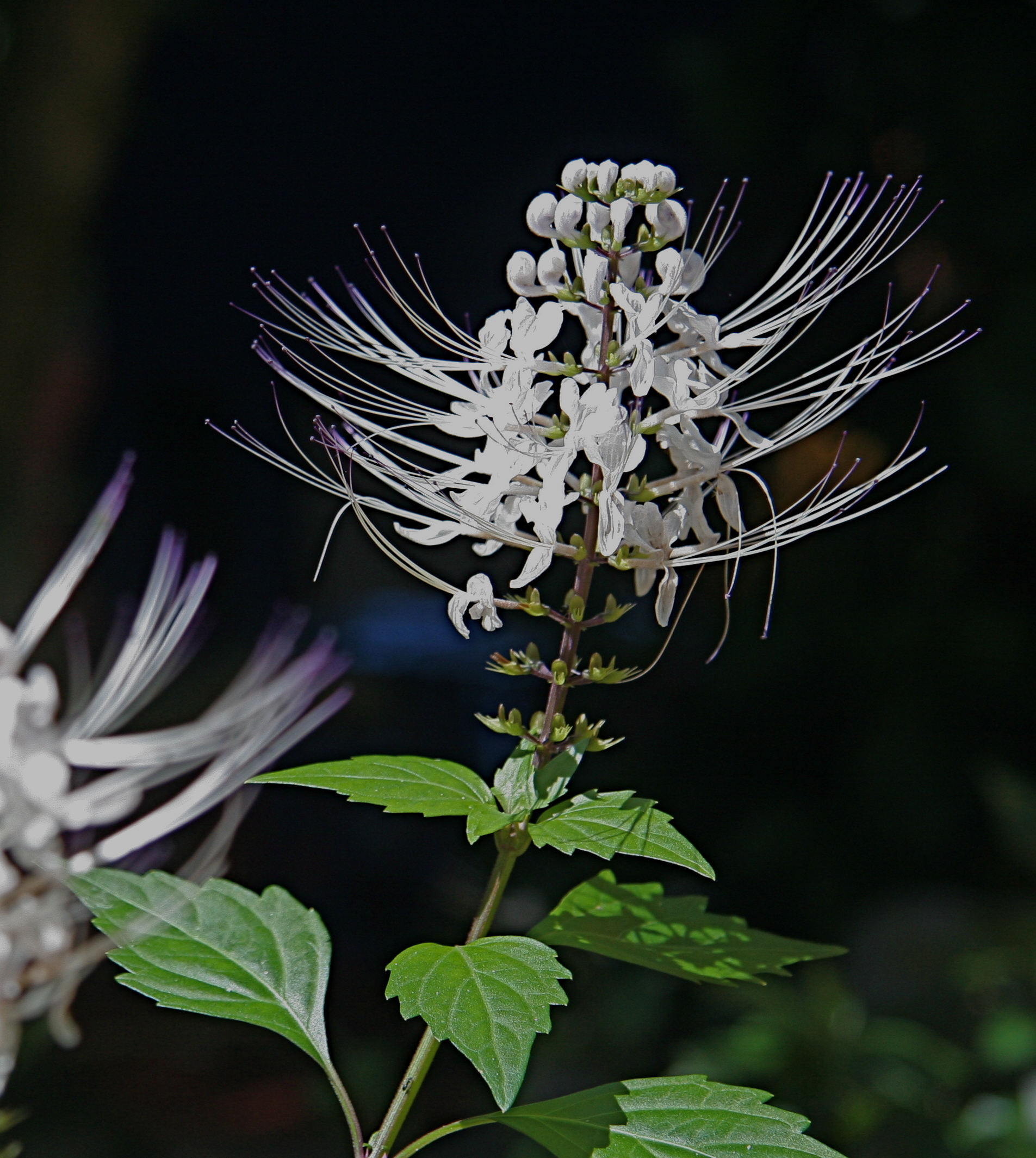
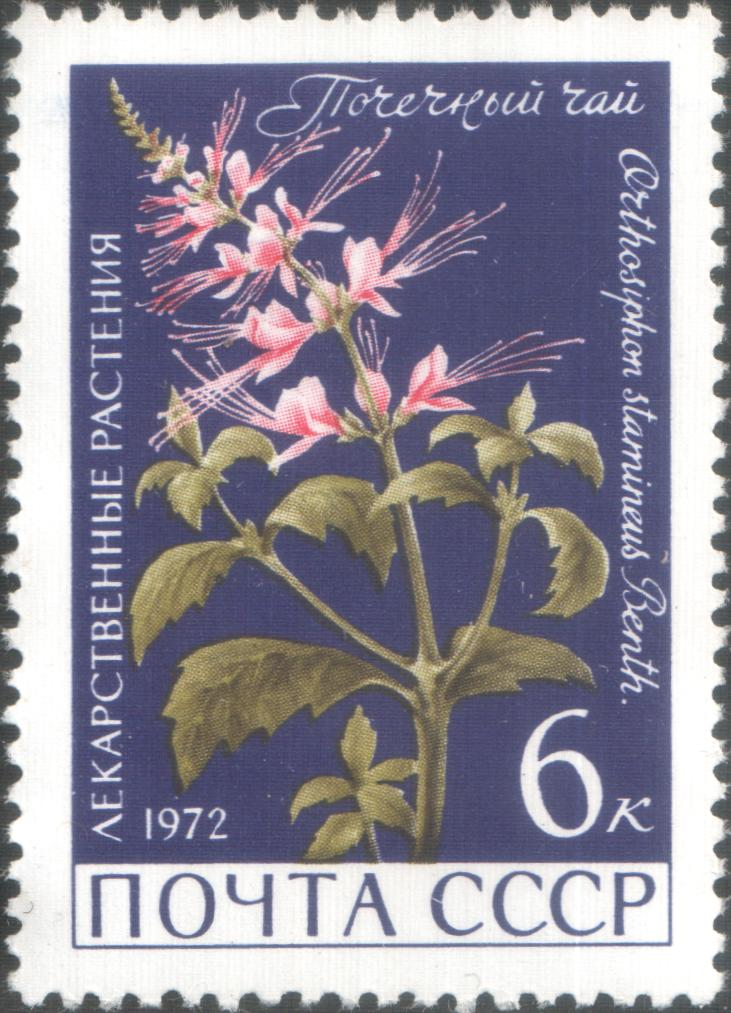

 Tư liệu liên quan tới Orthosiphon aristatus tại Wikimedia Commons